# Гокак – Гоа
Гокак — Гоа — газопровід, який вперше подав блакитне паливо до індійського штату Гоа.
Трубопровід, який став до ладу в 2013 році, є відгалуженням системи Дабхол – Бенгалуру. Він має довжину 175 км та виконаний в діаметрі 600 мм.
Головним споживачем доправленого по трубопроводу ресурсу став комплекс з виробництва добрив компанії Zuari Agro Chemicals, який зміг перевести на газ виробництво аміаку, що раніше споживало нафтопродукти.